# Lucrezia Tornabuoni

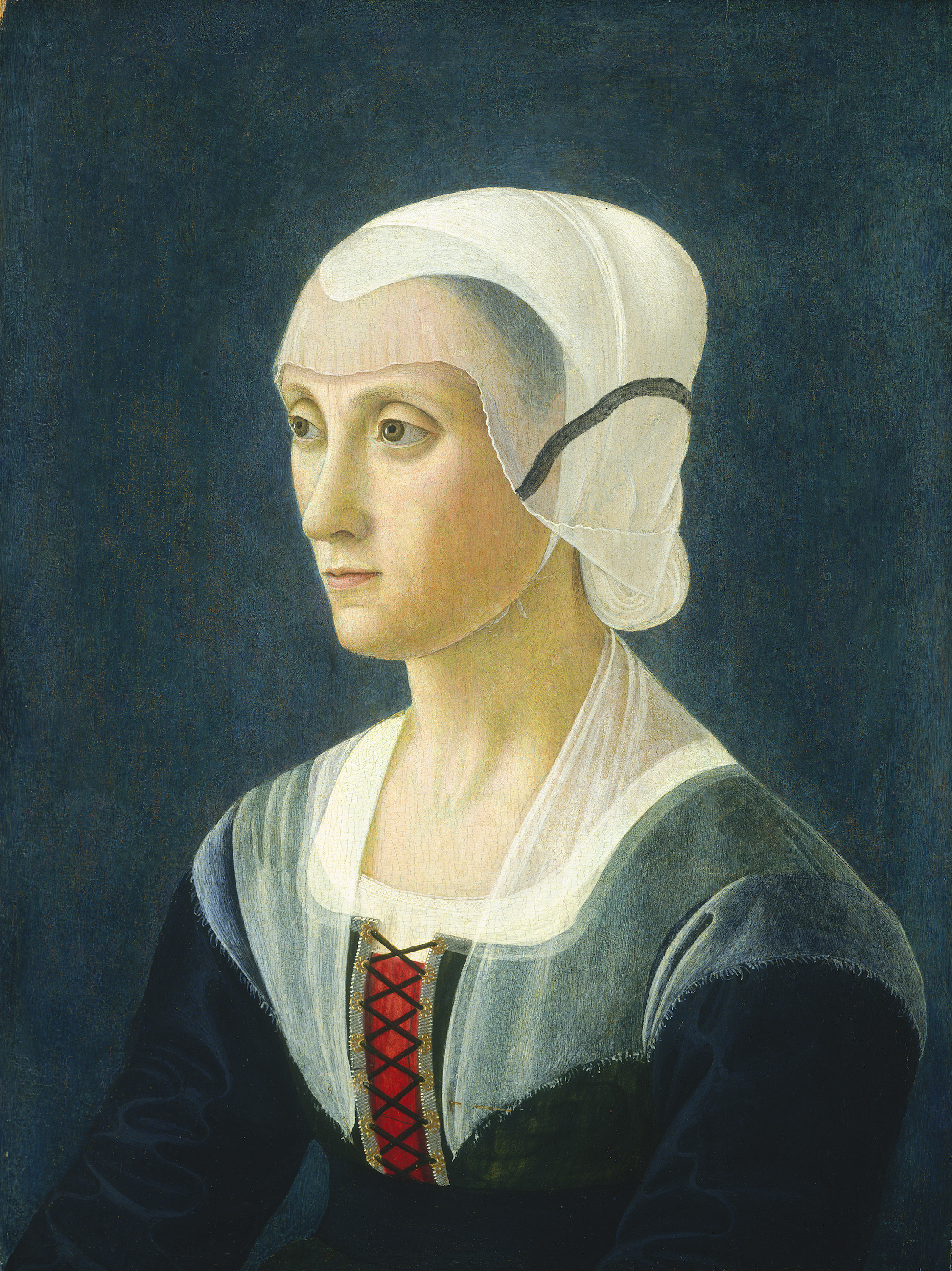
Domenico Ghirlandaio: Portret van Lucrezia Tornabuoni, 1475

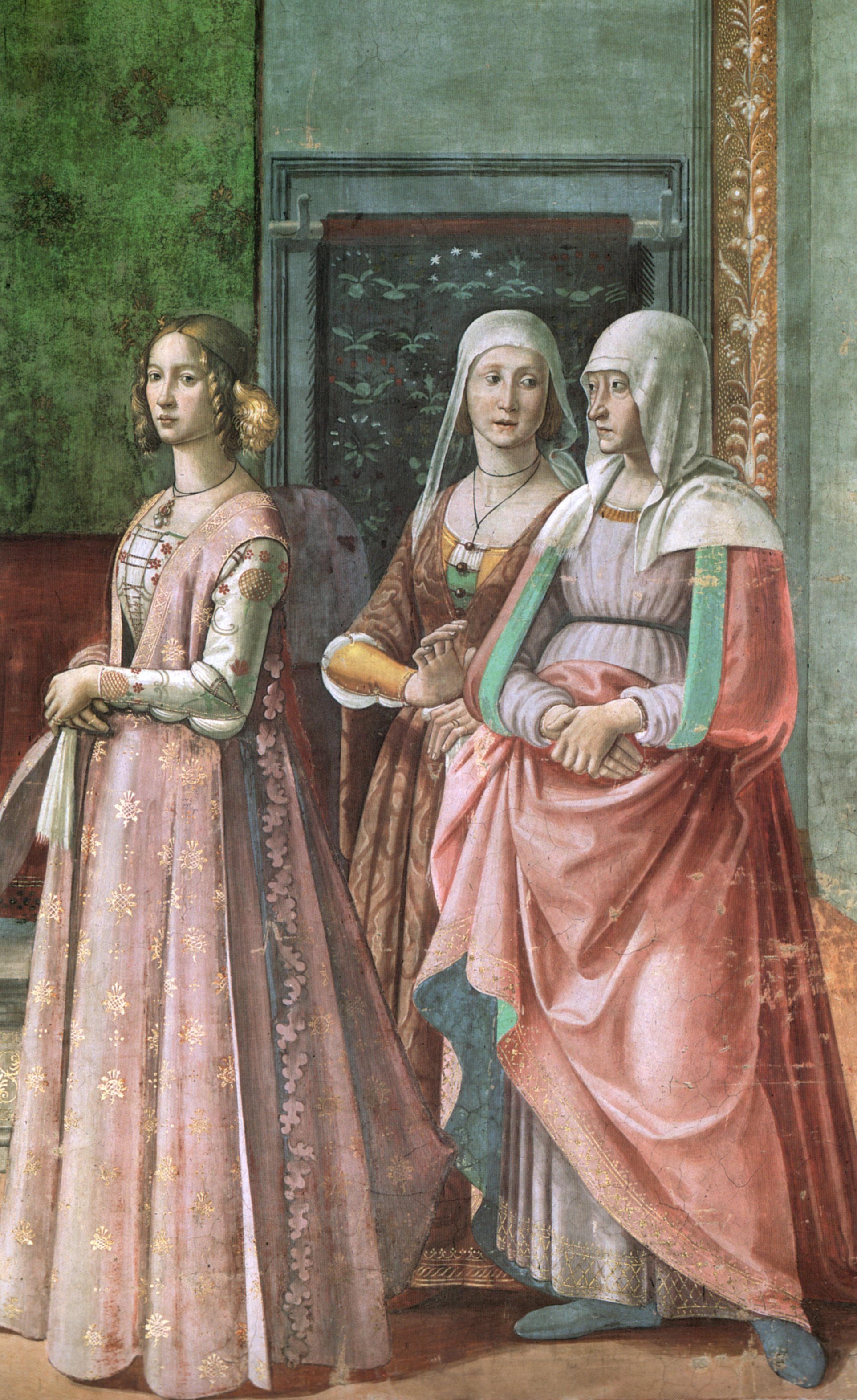
Domenico Ghirlandaio: Drie vrouwen, detail van de Nascita del Battista (Geboorte van Johannes de Doper), Cappella Tornabuoni, Santa Maria Novella, Florence. Lucrezia, zuster van de opdrachtgever Giovanni Tornabuoni is de oudste figuur rechts.

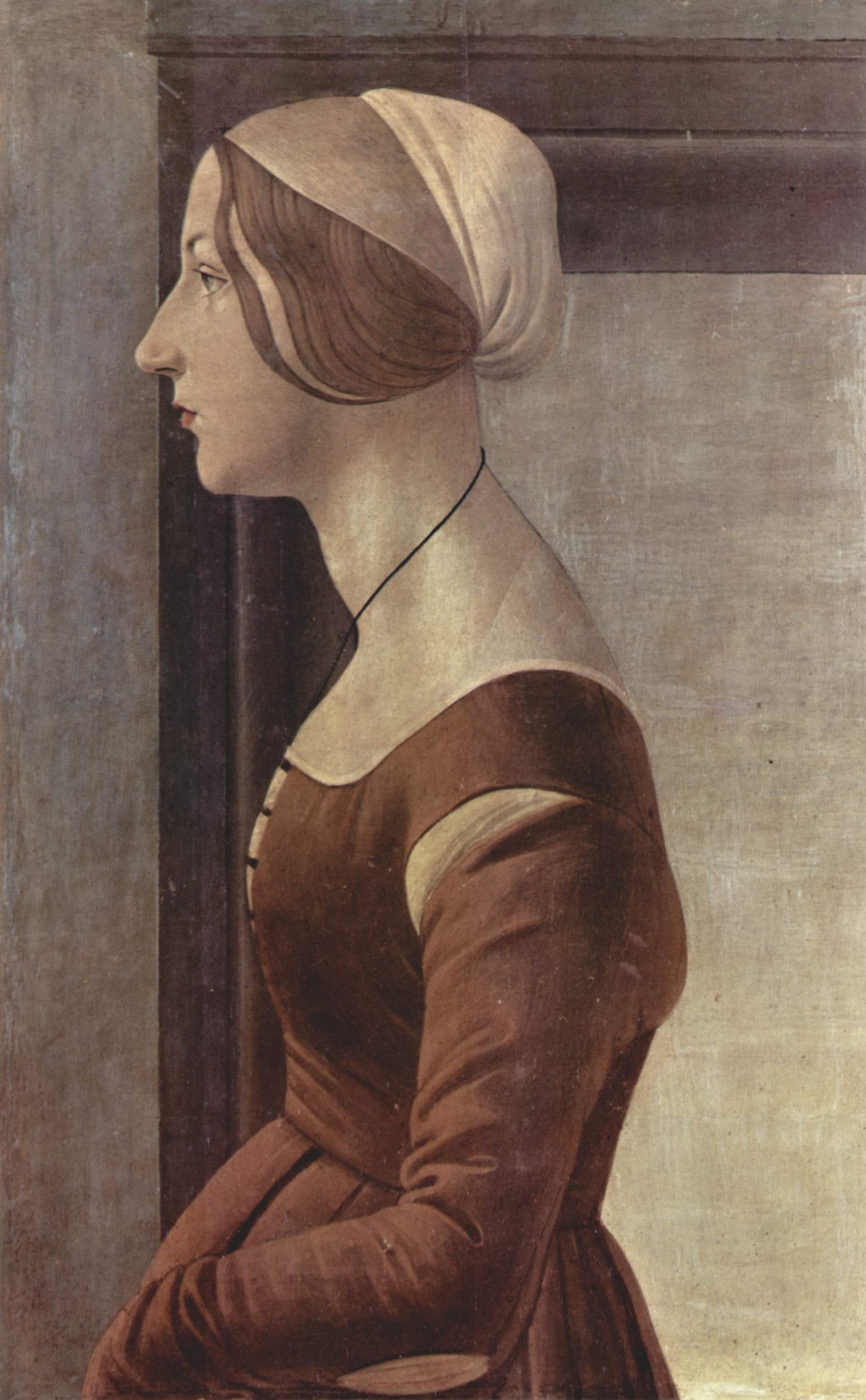
Sandro Botticelli: Ritratto di giovane donna (Jonge vrouw), Florence, Palazzo Pitti, rond 1475

Lucrezia Tornabuoni (Firenze/Florence, 22 juni 1427 – Florence, 28 maart 1482) was een Italiaanse dichteres en schrijfster van Bijbelse biografieën.

## Levensloop
De familie Tornabuoni was een vooraanstaande familie in de Republiek Florence. Zij huwde met de machtigste man van Florence, Piero di Cosimo de' Medici die negen jaar ouder was. Het echtpaar kreeg zes kinderen van wie er vier de volwassen leeftijd bereikten:
- Bianca (1445-1505), die met Guglielmo de’ Pazzi trouwde, uit de familie Pazzi, een Florentijnse bankiersfamilie bekend van de Pazzi-samenzwering
- Lucrezia, bijgenaamd Nannina (1448-1493) huwde met Bernardo Rucellai, van de gegoede Florentijnse familie Rucellai
- Lorenzo, bijgenaamd Il Magnifico (1449-1493) huwde met Clarice Orsini, van een gegoede familie uit Rome, de Orsini, zodat hun zoon paus kon worden als Leo X.
- Giulano (1453-1478).
- Maria (1455-1479).
- Twee mannelijke tweelingen, die kort na de bevalling stierven.

Lucrezia Tornabuoni had geen officiële functie in Florence, maar speelde toch een belangrijke rol omdat ze het huishouden bestuurde van tientallen familieleden en bedienden van haar man en haar twee zonen de Medici. Tornabuoni steunde de kunstenaars afkomstig uit Florence, zoals Sandro Botticelli en zijn leerling Filippino Lippi, alsook Domenico Ghirlandaio. Ze stierf een paar jaar na de Pazzi-samenzwering, waarin ze de partij van haar zoon sterk had gesteund.

## Werk

### Brieven
Tijdens haar verblijf in Rome achreef Tornabuoni schreef veel brieven die bewaard zijn gebleven. Ze gaan onder meer over het vinden van een geschikte bruid voor haar zoon Lorenzo en tonen haar koopmansgeest. Haar aanstaande schoondochter Clarice beschreef in de zakelijke onderhandelingen haar eigen sterke en zwakke punten voor haar echtgenoot.
Uit de 49 brieven geschreven tussen 1446 en 1478 leren we het sociale leven met festiviteiten in Florence kennen en het leven van Florentijnse vrouwen die een enige vrijheid genoten. Piero had Tornabuoni de taak gegeven om behoeftigen aalmoezen te schenken, waar zij nog haar eigen winsten bijdeed die ze verkreeg uit de koop en verkoop van land en het verstrekken van leningen aan handelaars en ambachtslieden enzovoorts. Onder de begunstigden waren nonnenkloosters, eerbare vrouwen zonder bruidsschat en lagere geestelijkheid. Deze goede werken vergrootten het draagvlak bij de bevolking voor de partij van De Medici, die meer dan eens de doorslag gaf in hun politieke familiegeschiedenis. In een brief meldt ze dat wat goed is voor Florence en Toscane ook goed is voor de familie De Medici.

### Gedichten
Tornabuoni schreef verder sonnetten, die ze voorlas aan en besprak met beroemde dichters. De datering is onbekend. De dichter en humanist Angelo Poliziano noemde ze "laudi, sonnetti e trinari" (lofzangen, sonnetten en terzines (?)) en las ze zelf. Van haar zijn vijf gedichten met Bijbelse thema's overgeleverd (de Heilige Verhalen, opgedragen aan Susanna, Tobias uit het Bijbelboek Tobit, Judith, Esther en Johannes de Doper), acht lofzangen (hymnes voor populaire gewijde muziek) en een lied in dialect, geïnspireerd door de dichters die door Lucrezia en haar man gesteund werden. Haar bekendste dichtbundel is Le laudi (De lofzangen). Het zijn acht gedichten met vooral religieuze thema’s.

### Biografieën van vrouwen uit de Bijbel
Tornabuoni is de allereerste vrouw in de westerse cultuur die biografieën van bijbelse personages schreef en met name van vrouwelijke figuren in de Bijbel, die zelfs Boccaccio grotendeels had genegeerd in zijn De mulieribus claris. De Kapel van de Visitatie in de kerk van San Lorenzo in Florence is aan haar te danken.

## Portretten
Er zijn veel portretten door de beste Renaissancekunstenaars van haar overgeleverd: Sandro Botticelli (die haar misschien heeft afgebeeld als de Madonna in de Madonna del Magnificat), Domenico Ghirlandaio, Filippino Lippi en anderen.

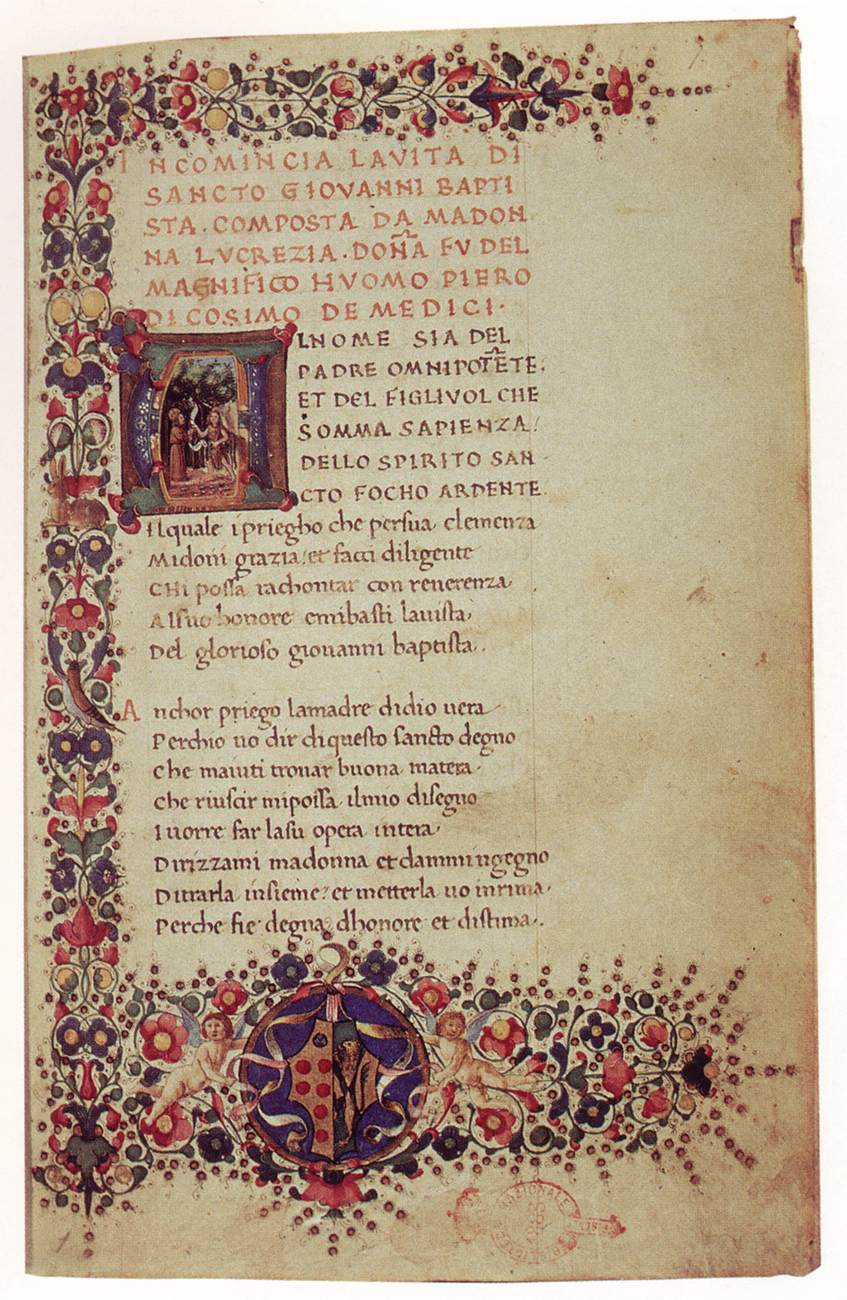
Lucrezia Tornabuoni (tekst) en Gherardo di Giovanni di Miniato (beeld): Leven van Johannes de Doper met gedichten, na 1469

- Bibsys: 11035711
- Biblioteca Nacional de España: XX6252734
- Bibliothèque nationale de France: cb12197467j (data)
- CiNii: DA13104031
- Gemeinsame Normdatei: 119131242
- International Standard Name Identifier: 0000 0001 1804 2549
- Library of Congress Control Number: n78022506
- Nationale Bibliotheek van Israël: 987007271504605171
- Nederlandse Thesaurus van Auteursnamen: 119870916
- Réseau des bibliothèques de Suisse occidentale: 02-A026942754
- SNAC: w6mg8jwj
- Système universitaire de documentation: 033127603
- Virtual International Authority File: 45104962
- WorldCat: E39PBJgCJcR9kdpgypkw66CbBP